# Turlough O'Connor
Turlough O'Connor (Athlone, 22 luglio 1946) è un allenatore di calcio ed ex calciatore irlandese, di ruolo attaccante.
Detiene il record di gol realizzati con la maglia del Bohemian Football Club (192). Ha inoltre allenato i Bohemians dal 1993 al 1998, ma senza vincere trofei nazionali.

## Carriera

### Calciatore
Da calciatore è risultato due volte capocannoniere della League of Ireland (1974, 1978), campionato nel quale ha totalizzato 178 reti; si trova terzo nella graduatoria di tutti i tempi.

### Allenatore
Nel 1979 si dedicò alla carriera di allenatore e riscosse subito successo nell'Athlone Town; con questa squadra vinse infatti due titoli nazionali (gli unici di tutta la storia del club) e tre coppe di lega (le uniche di tutta la storia del club). In totale ha perciò vinto cinque trofei, sui sei totali conquistati dall'Athlone Town fin dalla sua fondazione nel 1887. Nell'anno 1985 passò alla guida del Dundalk, squadra più quotata avendo già in bacheca sei titoli nazionali, e con essa ne conquistò ulteriori due (1987-1988 e 1990-1991). Vinse inoltre una coppa d'Irlanda e due coppe di lega. Nel 1993 iniziò la sua esperienza di allenatore dei Bohemians, squadra a cui aveva legato il proprio nome durante la carriera da giocatore: non ripeté i risultati raccolti da giocatore, in quanto durante l'incarico manageriale quinquennale non conquistò trofei con il club. Negli anni novanta allenò anche l'Irlanda Under-16.

## Nazionale
Ha figurato in Nazionale irlandese, seppur saltuariamente, ed ha collezionato 8 presenze con 2 reti tra il 1967 e il 1973. Debuttò il 22 novembre 1967 a Praga contro la Cecoslovacchia in gara valida per la qualificazione al campionato d'Europa 1968: la partita si concluse con la vittoria degli irlandesi per 2-1, maturata proprio grazie ad un gol di O'Connor nel finale di partita. Nonostante il debutto accompagnato da un gol, O'Connor non giocò più partite internazionali fino al 10 ottobre 1971, data in cui prese parte alla disfatta irlandese contro l'Austria (0-6), valida per la qualificazione al campionato d'Europa 1972. Segnò una seconda rete internazionale, contro l'Ecuador, in occasione della Coppa d'Indipendenza Brasiliana svoltasi nel 1972.

## Palmarès

### Giocatore

#### Club
- Campionato irlandese: 2

Bohemians: 1974-1975, 1977-1978
- Coppa d'Irlanda: 1

Bohemians: 1975-1976
- Coppa di Lega irlandese: 1

Bohemians: 1974-1975

#### Individuale
- Capocannoniere del campionato irlandese: 2

1973-1974 (18 gol), 1977-1978 (24 gol)

### Allenatore
- Campionato irlandese: 4

Athlone Town: 1980-1981, 1982-1983
Dundalk: 1987-1988, 1990-1991
- Coppa d'Irlanda: 1

Dundalk: 1987-1988
- Coppa di Lega irlandese: 5

Athlone Town: 1979-1980, 1981-1982, 1982-1983
Dundalk: 1986-1987, 1989-1990